# Michael Praphon Chaicharoen
Michael Praphon Chaicharoen SDB (thailändisch ไมเคิล ประพนธ์ ชัยเจริญ; * 7. Mai 1930 in Hua Phai, Amphoe Phan Thong, Provinz Chon Buri; † 20. Mai 2003) war ein thailändischer katholischer Ordenspriester. Von 1988 bis zu seinem Tod war er Bischof von Surat Thani.

## Leben
Michael Praphon Chaicharoen trat der Ordensgemeinschaft der Salesianer Don Boscos bei, legte die Profess 24. Februar 1949 und empfing am 11. Februar 1960 die Priesterweihe. Papst Johannes Paul II. ernannte ihn am 21. Juni 1988 zum Bischof von Surat Thani.
Der Altbischof von Surat Thani, Pietro Luigi Carretto SDB, weihte ihn am 24. September desselben Jahres zum Bischof; Mitkonsekratoren waren Alberto Tricarico, Apostolischer Pro-Nuntius in Singapur und Thailand und Apostolischer Delegat in Laos und Malaysia, und Michael Michai Kardinal Kitbunchu, Erzbischof von Bangkok.